# 小行星8694
小行星8694（英語：8694）是一颗围绕太阳公转的小行星。1993年2月10日，上田清二、金田宏在钏路市发现了此天体。
这颗小行星的绝对星等为33.24991904932219等。